# CV-11
La carretera CV-11 Traiguera - Vinaroz (por San Rafael del Río), en valenciano y oficialmente Traiguera - Vinaròs (per Sant Rafel del Riu) es una carretera valenciana cuya principal función es la conexión del municipio de San Rafael del Río con el resto de la provincia de Castellón. Conecta la N-232 a su paso por Traiguera con San Rafael del Río y la AP-7 y N-238 ya en el término municipal de Vinaroz.

## Nomenclatura
La carretera CV-11 pertenece a la red de carreteras de la Generalidad Valenciana. Su nombre está formado por el código CV, que indica que es una carretera autonómica de la Comunidad Valenciana, y el 11 es el número que recibe según el orden de nomenclaturas de las carreteras de la CV.

## Historia
La CV-11 es el resultado de la unión de dos antiguas vías comarcales: la CS-300 y la CS-V-3001, que comunicaban Traiguera con San Rafael del Río y la Provincia de Tarragona, y San Rafael del Río con la N-238, respectivamente.

## Trazado actual
Actualmente, la CV-11 comienza en la N-232, en la parte este de Traiguera, sale del municipio y de forma prácticamente recta y con curvas muy leves va trazándose sentido norte. Cruza el barranco de Camps y el río Cérvol, y aproximadamente a 10,600 km de su comienzo, entra en el municipio de San Rafael del Río, desembocando en una glorieta que distribuye las salidas hacia Rosell, el mismo San Rafael y La Cenia. En esta misma rotonda es donde la vía realiza un giro de más de 90°, para salir de la localidad en sentido sureste dirección Vinaroz, a través de una CV-11 totalmente recta. Entre los kilómetros 19,100 y 20,100, la carretera cruza la AP-7 Autopista del Mediterráneo, así como la vía de FFCC Valencia - Barcelona, para llegar poco antes del km 21,000 al enlace con la N-238, donde finaliza su trazado.

## Recorrido
| Velocidad | Esquema                                   | Esquema | Esquema                                   | Notas |
| --------- | ----------------------------------------- | ------- | ----------------------------------------- | ----- |
|           | N-232 Vinaroz N-340 Castellón - Tarragona |         | N-232 Morella - Alcañiz Zaragoza          |       |
|           | Comienzo de la carretera CV-11 Km 0       |         | Fin de la carretera CV-11 Km 0            |       |
|           |                                           |         | Traiguera                                 |       |
|           | TRAIGUERA                                 |         | TRAIGUERA                                 |       |
|           | Vía Pecuaria                              |         | Traiguera                                 |       |
|           | Panorámica Golf & Country Club            |         | camino rural Rosell                       |       |
|           | SAN RAFAEL DEL RÍO                        |         | SAN RAFAEL DEL RÍO                        |       |
|           |                                           |         | CV-100 Rosell San Rafael TV-3319 La Cenia |       |
|           | SAN RAFAEL DEL RÍO                        |         | SAN RAFAEL DEL RÍO                        |       |
|           | Túnel                                     |         | Túnel                                     |       |
|           | N-238 N-340 Vinaroz                       |         | N-238 E-15 AP-7 CV-102 Ulldecona          |       |

## Futuro de la CV-11
- En el futuro, se prolongará paralela a la CV-11, la A-7 Autovía del Mediterráneo, comunicando así La Jana con San Rafael y Cataluña.
- Próximamente, la CV-11 será alargada varios kilómetros tras la transferencia de la N-238 a la Generalidad Valenciana, dividiéndola en dos tramos: Vinaròs - CV-11 será incluida en la actual CV-11; CV-11 - LP Tarragona - Ulldecona pasará a denominarse CV-102.